# Liste du patrimoine culturel immatériel de l'humanité au Vietnam
Cet article recense les pratiques inscrites au patrimoine culturel immatériel au Vietnam.

## Statistiques
Le Vietnam ratifie la convention pour la sauvegarde du patrimoine culturel immatériel le 20 septembre 2005. La première pratique protégée est inscrite en 2008.
En 2024, le Vietnam compte 16 éléments inscrits au patrimoine culturel immatériel, 14 sur la liste représentative et 2 sur la nécessitant une sauvegarde urgente.

## Listes

### Liste représentative
Les éléments suivants sont inscrits sur la liste représentative du patrimoine culturel immatériel de l'humanité :
| Élément                                                                       | Type | Subdivision                                   | Année | Lien  | Notes                                                                                               | Illus. |
| ----------------------------------------------------------------------------- | --- | --------------------------------------------- | ----- | ----- | --------------------------------------------------------------------------------------------------- | ------ |
| L'espace de la culture des Gongs                                              | arts du spectacle pratiques sociales, rituels et événements festifs                                                              | Đắk Nông, Đắk Lắk, Gia Lai, Kon Tum, Lâm Đồng | 2008  | 00120 | |        |
| Le Nha Nhac, musique de cour vietnamienne                                     | arts du spectacle |                                               | 2008  | 00074 | |        |
| Les chants populaires Quan Họ de Bắc Ninh                                     | arts du spectacle | Bắc Ninh                                      | 2009  | 00183 | |        |
| Les fêtes de Gióng des temples de Phù Ðông et de Sóc                          | pratiques sociales, rituels et événements festifs                                                                                | Delta du Fleuve Rouge                         | 2010  | 00443 | |        |
| Le culte des rois Hùng à Phú Thọ                                              | pratiques sociales, rituels et événements festifs                                                                                | Phú Thọ                                       | 2012  | 00735 | |        |
| L'art du đờn ça tài tử, musique et chants, dans le sud du Viet Nam            | arts du spectacle | Delta du Fleuve Rouge                         | 2013  | 00733 | |        |
| Les chants populaires ví et giặm de Nghệ Tĩnh (vi)                            | arts du spectacle | Nghệ An, Hà Tĩnh                              | 2014  | 01008 | |        |
| Les rituels et jeux de tir à la corde                                         | pratiques sociales, rituels et événements festifs                                                                                |                                               | 2015  | 01080 | Partagé avec le Cambodge, la Corée du Sud et les Philippines                                        |        |
| Les pratiques liées à la croyance viet en les déesses-mères des Trois mondes  | pratiques sociales, rituels et événements festifs                                                                                |                                               | 2016  | 01064 | |        |
| Le bài chòi, art traditionnel du Centre du Viet Nam                           | arts du spectacle |                                               | 2017  | 01222 | |        |
| Le chant Xoan de la Province de Phú Thọ (Viet Nam)                            | arts du spectacle | Phú Thọ                                       | 2017  | 01260 | Inscrit entre 2011 et 2017 sur la liste du patrimoine immatériel nécessitant une sauvegarde urgente |        |
| Les pratiques du then par les groupes ethniques Tày, Nùng et Thái au Viet Nam | pratiques sociales, rituels et événements festifs                                                                                |                                               | 2019  | 01379 | |        |
| L'art de la danse xòe du peuple tai au Viet Nam                               | arts du spectacle connaissances et pratiques concernant la nature et l’univers pratiques sociales, rituels et événements festifs | Điện Biên, Lai Châu, Sơn La, Yên Bái          | 2008  | 00120 | |        |
| Le festival de la déesse Bà Chúa Xứ (en) au Mont Sam                          | connaissances et pratiques concernant la nature et l’univers pratiques sociales, rituels et événements festifs                   | An Giang                                      | 2024  | 01999 | |        |

### Patrimoine immatériel nécessitant une sauvegarde urgente
Le Viêt Nam compte 2 éléments listés sur la liste du patrimoine immatériel nécessitant une sauvegarde urgente :
| Élément                            | Type                                         | Subdivision | Année | Lien  | Notes | Illus. |
| ---------------------------------- | -------------------------------------------- | ----------- | ----- | ----- | ----- | ------ |
| Le chant Ca trù                    | arts du spectacle                            |             | 2009  | 00309 |       |        |
| L'art de la poterie du peuple Cham | savoir-faire liés à l’artisanat traditionnel |             | 2022  | 01574 |       |        |

### Registre des meilleures pratiques de sauvegarde
Le Vietnam ne compte aucune pratique listée au registre des meilleures pratiques de sauvegarde.